# François Derand
François Derand (* zwischen 1588 und 1591 in Vic-sur-Seille, Diözese Metz; †  1644 in Agde) war ein französischer Jesuit, Architekt und Mathematiker.

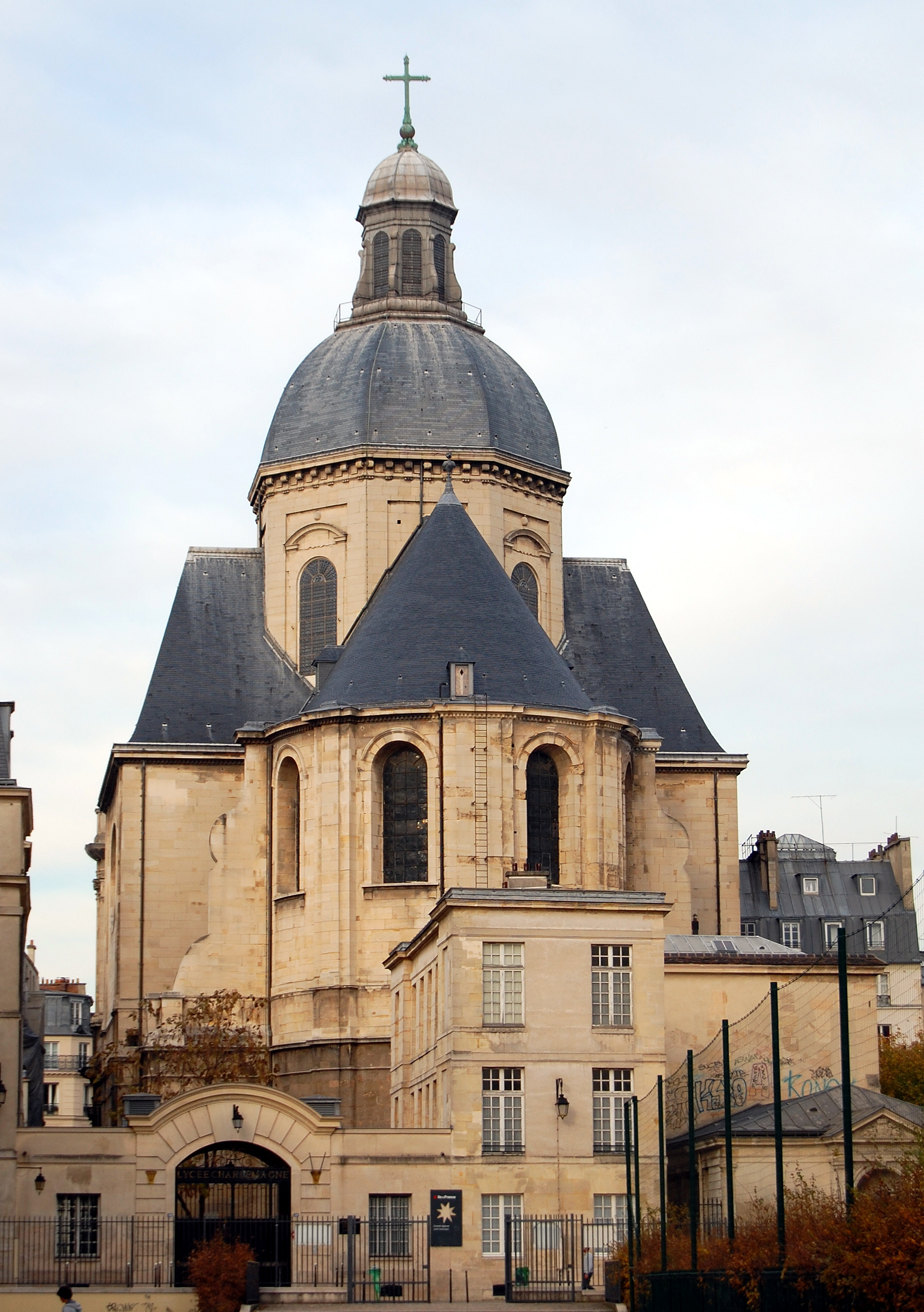
St-Paul-St-Louis, Außenansicht

Derand wurde in Rouen Novize bei den Jesuiten und studierte 1613 bis 1615 Philosophie am Collège Henri-IV de La Flèche. 1618 bis 1621 unterrichtete er dort Mathematik und wurde 1621 zum Priester geweiht. Danach war er in Rouen (wo er am Bau der Jesuitenkirche beteiligt war) und ab 1629 in Paris, wo er die Jesuitenkirche St-Paul-St-Louis vollendete. Sie war von Étienne Martellange begonnen worden. Derand hatte dabei zwar formal die Oberaufsicht, ihm war aber ein Baupraktiker zur Seite gestellt. Ein besonderes Augenmerk legte er auf die Ornamente.
1643 erschien in Paris sein architektonisches Hauptwerk  L’architecture des voûtes (Architektur der Gewölbe). Es behandelt die Stereotomie, die Anwendung darstellender Geometrie im Bau von Gewölben. Im Vorwort zitiert er Girard Desargues. Das Buch erlebte noch im 18. Jahrhundert Neuauflagen (1743, 1755).
Nach Erscheinen seines Buches ging er auf Wunsch des dortigen Bischofs François Fouquet nach Agde. Er liegt im Jesuitenkolleg von Béziers begraben.

## Schriften
- L'Architecture des voûtes, ou l'Art des traits et coupe des voûtes …. Paris: S. Cramoisy, 1643 (Digitalisat Gallica)
  - … nouvelle edition revue et corrigée. Paris: Cailleau, 1743 (doi:10.3931/e-rara-4695, urn:nbn:de:bvb:12-bsb10862623-4)